# 文化通り (郡山市)
文化通り（ぶんかどおり）は、福島県郡山市を東西に走る幹線道路である。ここでは文化通りの延長線上にある安高通りについても述べる。

## 概要
郡山駅近くの本町と、国道49号の開成三丁目交差点までの2.7kmを結ぶ道路である。そこから西側は福島県道6号郡山湖南線となっており、福島県立安積高等学校があることから「安高通り」と呼ばれる。「文化通り」の区間は郡山市道1-32号本町開成線、また本町から台新地区の国道4号あさか野バイパスの台新交差点までの3.8kmについては、都市計画道路本町谷地林線となっている。
沿道には古くから郡山市公会堂が建ち、その後も郡山市民会館（現在は解体済み）や郡山市民文化センター、郡山市中央図書館、郡山市歴史資料館、郡山市立中央公民館、映画館「アートパレス」（現在は閉館）等の文化施設が加わり、文字通り、文化を担う地域の通りとして定着している。
昭和通り（旧国道4号線）文化通り入口交差点から鶴見坦一丁目付近までは片側二車線化され、また、郡山駅寄りの本町から郡山市民文化センター付近までは電線地中化が行なわれている。
2011年（平成23年）2月16日には、本町一丁目の拡幅工事現場で1945年（昭和20年）の郡山大空襲の際の不発弾とみられるみられる焼夷弾が見つかり、一時期、辺り一帯が立入禁止となった。
2012年（平成24年）3月には昭和通りから本町の通称「貨物通り」までの310mが開通し、全線開通した。

## 交差する道路

### 文化通り
- 福島県道17号郡山停車場線（通称昭和通り、文化通り入口交差点）
- 内環状線
- 国道49号（開成三丁目交差点）

### 以下、安高通り
- 福島県道6号郡山湖南線（開成三丁目交差点）
- 国道4号郡山バイパス（台新交差点）

## 沿道の施設など

### 文化通り
- 郡山市民文化センター
- 麓山公園
- 郡山市中央図書館
- 福島中央テレビ本社
- 郡山市歴史資料館
- 郡山市中央公民館
- 郡山市公会堂
- 酒蓋公園

### 以下、安高通り
- 福島県立安積高等学校
- せせらぎこみち
- ヨークベニマル台新店